# Дёрфельдт, Антон (отец)

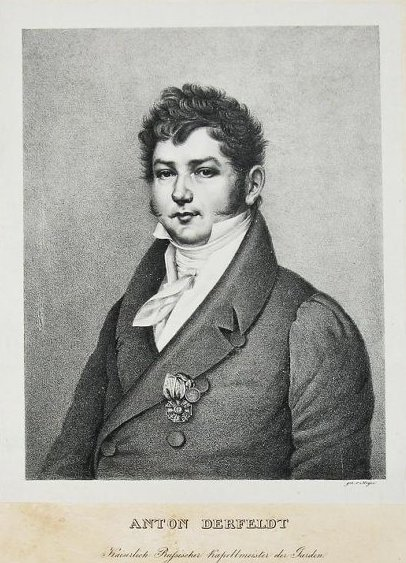
Портрет Антона Дерфельдта, гвардейского капельмейстера

Антон Дёрфельдт, Антон Иванович Дерфельд (нем. Anton Dörfeldt; 1781, Прага — 15 января 1829, Санкт-Петербург) — российский кларнетист, композитор и военный дирижёр австрийского происхождения. Отец А. А. Дерфельдта.
С 1802 г. жил и работал в России, сперва как инструменталист, лидер квинтета духовых инструментов, затем как главный хормейстер российской гвардии (поскольку "хорами музыки" в то время назывались полковые военные оркестры, должность "хормейстера" в реалиях начала XIX века соответствует современному посту главного военного дирижёра), с 1810 г. как её главный капельмейстер. Один из основателей Санкт-Петербургского филармонического общества. Автор множества маршей, один из основоположников российской военной музыки.
Дочь, Мария Антоновна Дерфельд (1812—1881), вышла замуж за Александра Платонова (1806—1894), внебрачного сына Платона Зубова.